# Stygnomma larense
Stygnomma larense – gatunek kosarza z podrzędu Laniatores i rodziny Stygnommatidae.

## Występowanie
Gatunek występuje w Wenezueli.